# Lurais
Lurais é uma comuna francesa na região administrativa do Centro, no departamento Indre. Estende-se por uma área de 13,39 km². Em 2010 a comuna tinha 243 habitantes (densidade: 18,1 hab./km²).